# Dasymaschalon ellipticum
Dasymaschalon ellipticum là loài thực vật có hoa thuộc họ Na. Loài này được Nurmawati mô tả khoa học đầu tiên năm 2003.
Loài này có ở tây bắc Borneo.